# دار الكتاب المقدس الأوكرانية
دار الكتاب المقدس الأوكرانية هي جمعية خيرية مسيحية غير طائفية لطبع ونشر الكتاب المقدس وتهدف إلى جعل الكتاب المقدس متاحًا في أوكرانيا.

## وصلات خارجية
- موقع دور الكتاب المقدس المتحدة
- الموقع الرسمي لدار الكتاب المقدس الأوكرانية